# 北布拉班特省旗

北布拉班特省旗 (長寬比 2:3)

北布拉班特省旗（荷蘭語：vlag van Noord-Brabant or Brabants Bont）自中世紀時期時就得到使用，但18世紀時一度廢棄，但之後重新得到使用，並在1959年成為北布拉班特省旗。旗幟為為格子圖案，共有24格，所有格子均為紅白相間。